# الإسلام في داغستان

## الإسلام في جمهورية داغستان

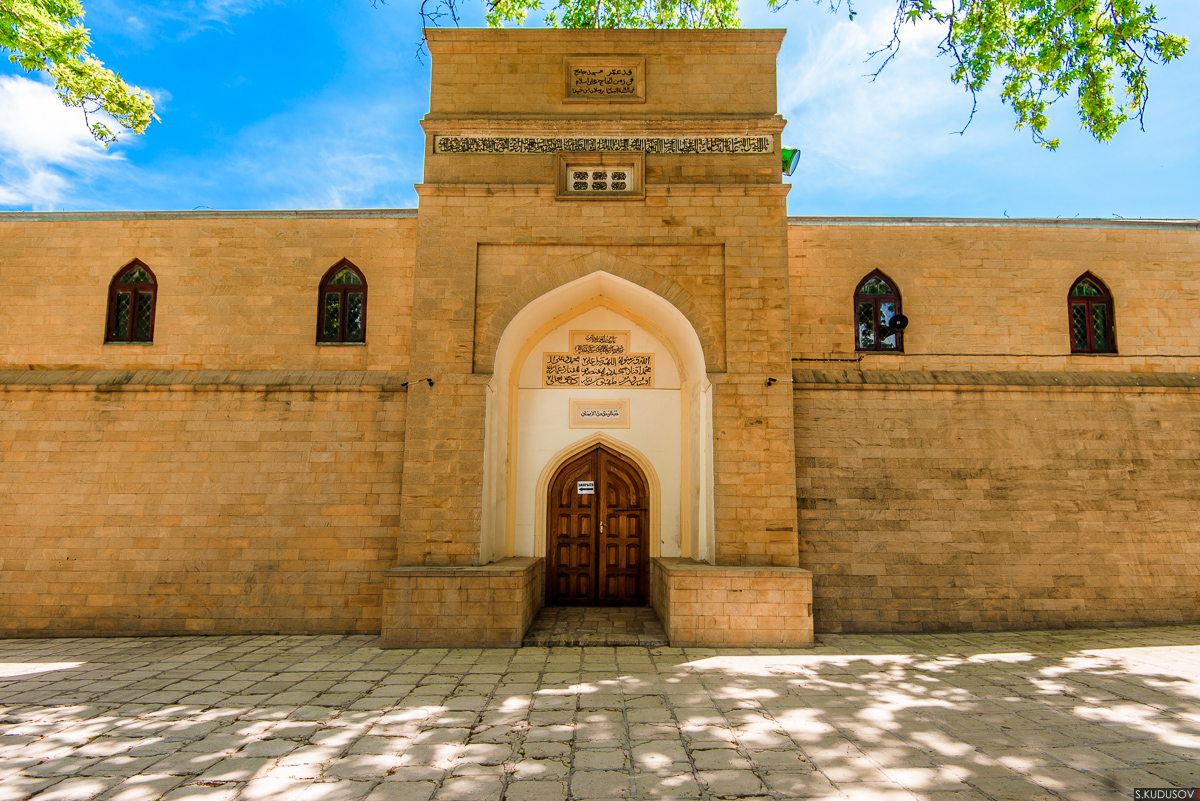
مسجد الجمعة في مدينة دربند - الأقدم في روسيا واتحاد الدول المستقلة

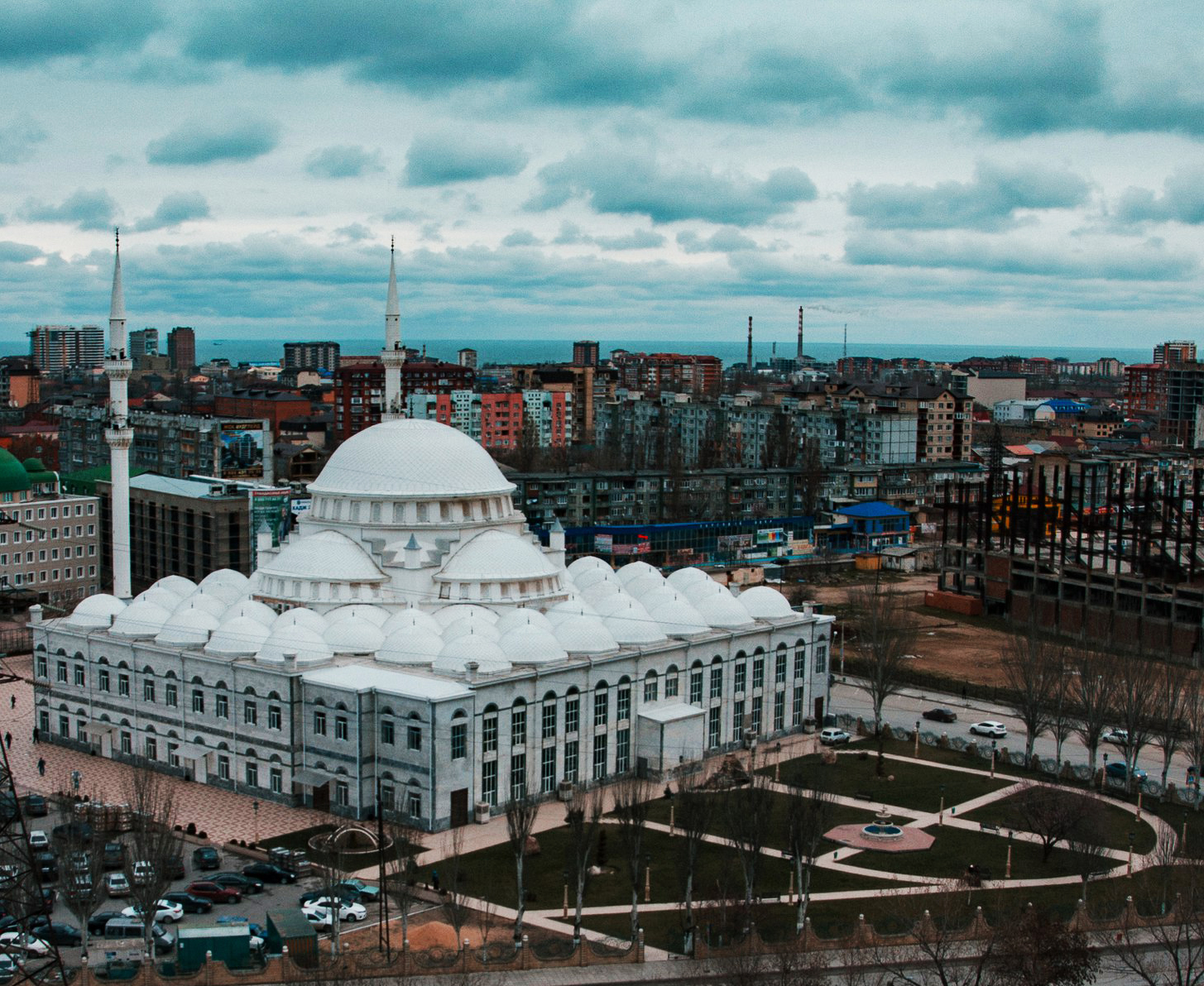
مسجد الجمعة في العاصمة محج قلعة - الأكبر في أوروبا

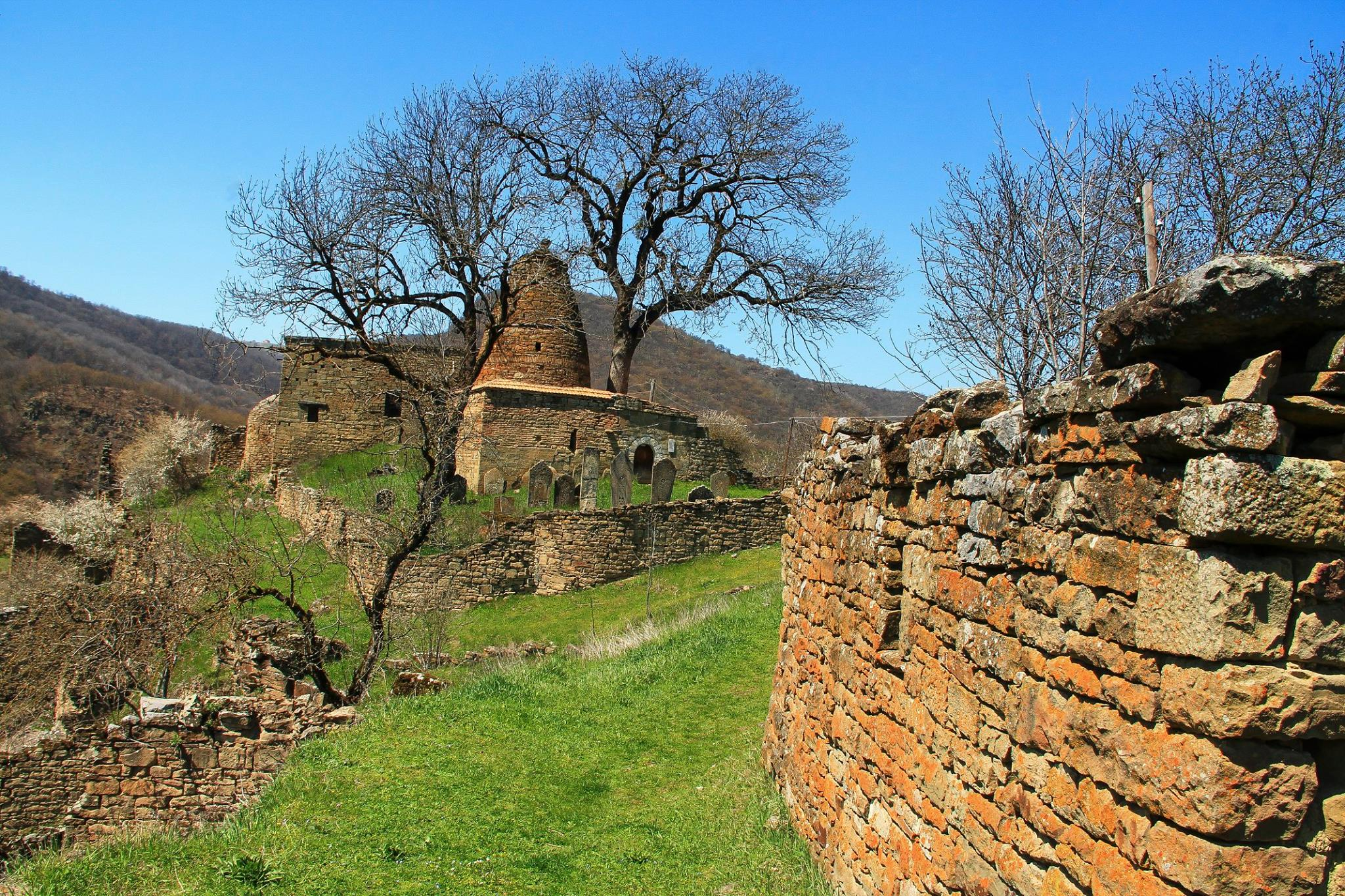
قرية قلعة-قريش بجبال داغستان، حيث أسست على يد العرب الفاتحين

قبل وصول الإسلام كانت منطقة داغستان تتبع الإمبراطورية الساسانية، وكان يتولى الحكم بها ملك اسمه (شهر براز)، ومقرة مدينة باب الأبواب، أما ديانة السكان فكانت المجوسية والنصرانية وأقلية يهودية.

## عهد الخلافة الراشدة
يرجع أول اتصال للمسلمين بهذه المنطقة إلى عهد الخليفة عمر بن الخطاب، حيث وجه إليهم حملة بقيادة سراقة بن عمرو، وصلت الحملة باب الأبواب في سنة 20 هجرية ولم يقع قتال بالمدينة بل أسفر على توقيع صلح فريد من نوعه، فلقد قبل قائد الجيش المسلم ما ارتضاه ملك المدينة (شهر براز) وهو القتال في صفوف المسلمين عوضاً عن الجزية، فاتخذ المسلمون من المدينة مركز انطلاق للحملات نحو أعدائهم، وقد أجاز عمر بن الخطاب نصوص هذا الصلح ووافق عليه.
ومن مدينة باب الأبواب اتجهت الحملات الإسلامية إلى بلاد الخزر وباقي بلاد الران وأرمينيا، فقاد بكير بن عبد الله حملة إلى موقان، وقاد حبيب ابن مسلمة حملة إلى تبليس، وقاد حذيفة بن أسيد حملة إلى جبال اللان، وقاد سلمان بن ربيعة حملة إلى حدود أرمينيا، وهكذا كانت مدينة باب الأبواب منطلقاً للعديد من الحملات الإسلامية.
وأمر الخليفة عمر بن الخطاب، عبد الرحمن بن ربيعة بغزو بلاد الخزر، فوصلت الجيوش الإسلامية إلى مدينة (بلنجر) وتقدمت شمالاً إلى مدينة البيضاء، وهكذا أصبحت مدينة باب الأبواب ثغراً للدولة الإسلامية في الشمال الشرقي من إقليم الرحاب في مواجهة أعداء الدولة الإسلامية من الخزر والروس، تفوق المهام الملقاة على أي ثغر آخر في الشمال.
واستمرت هذه الدفعة للدعوة في خلافة عثمان بن عفان، وأصيبت بالجمود في بداية العصر الأموي، وخلال خلافة هشام بن مروان شهدت منطقة الرحاب تصعيداً للصراع بين الإسلام والقوي المعادية من الروس والخزر، فجمعت قوات إسلامية عظيمة بقيادة سعيد الحرشي وهزم الخزر والران وتعقبهم بعيداً خارج حدود إقليم الرحاب.

## عهد الأمويين
اتبع الأمويين سياسة ارتكزت على إبعاد العناصر المشبوهة وتشجيع العناصر العربية على الاستيطان بالمنطقة، وأسكن مسلمة بن عبد الملك 24,000 ألف من أهل الشام في مدينة باب الأبواب، فأدت هذه السياسة إلى تغير التركيب البشري للمنطقة، وأصبحت العناصر العربية العمود الفقري في الدفاع عنها، وازدهرت الدعوة الإسلامية في منطقة داغستان.

## عهد العباسيين
في عهد أبي جعفر المنصور تولى الحدود يزيد بن أسيد السلمي، الذي مد رقعة الإسلام نحو الشمال في بلاد الران وطبق سياسة استيطان المسلمين بهذه المناطق، وزادت نسبة معتنقي الإسلام. وسيطر الاتراك السلاجقة على منطقة الرحاب وماحولها وأتى الحكم الجديد بالمزيد من الجماعات الإسلامية التي تنتمي إلى أصول تركية، ودمرت المنطقة علي يد المغول، وتحول الأمر إلى صالح الإسلام بعد أن اعتنق المغول الإسلام

## العهد العثماني
سيطر العثمانيون على المنطقة في القرن الخامس عشر الميلادي، وفي سنه 1298 هـ، أعلنت روسيا حمايتها على بلاد الكرج المجاورة لداغستان، وقام الداغستانيون بمقاومة الروس، وهزم الروس الداغستان، واضطهدوا وهاجر الكثير منهم، وفي العهد السوفياتي أعلن قيام جمهورية الداغستان في سنة في سنة 1340 هـ، وأصبحت ذات حكم ذاتي تتبع روسيا. ويشكل المسلمون أغلبية سكان داغستان، ويقدر عددهم بحوالي 1,500,000 نسمة.

## العصر الحالي
توجد في داغستان الإدارة الدينية لمسلمي شمال القوقاز ومقرها بويناكسك في جنوب غربي العاصمة الداغستانية محج قلعة، وتقلص عدد المساجد في عهد السوفيات فمن أكثر من 1000 مسجد لم يبق غير 27 مسجداً. كما تلاشي التعليم الإسلامي، وكانت اللغة الداغستانية تكتب بحروف عربية، وصدرت بها عدة مجلات في مختلف العلوم، وأضافوا لأحرف الهجاء العربية عدة حروف، ودخلتها كلمات عربية كثيرة، كما كان أهل داغستان يتحدثون العربية إلى جانب لغتهم لا سيما علماء الدين الإسلامي، واسس الداغستانيون مطابع عديدة طبعت فيها الكتب العديدة، كما صدرت عدة مجلات باللغة العربية والداغستانية، هذا قبل استبدالها باللغة الروسية. ومعظم المسلمين بداغستان ينتسبون للمذهب الشافعي.